# Ernst Moro
Ernst Moro (8 décembre 1874 - 17 avril 1951) est médecin et pédiatre autrichien, découvreur dans la médecine occidental du réflexe archaïque qui porte maintenant son nom (réflexe de Moro).
Moro a étudié la médecine à Graz, en Autriche, il obtient son titre de Docteur en médecine 1899. De 1901 à 1902 il travaille à Vienne avec Theodor Escherich, le découvreur de la bactérie Escherichia coli. Il est habilité à pratiquer la pédiatrie à Munich en 1906 et devient professeur en pédiatrie à l'Université de Heidelberg en 1911.
En plus d'être le découvreur du réflexe de Moro, il est aussi connu pour :
- avoir prouvé la stérilité de l'intestin grêle
- avoir découvert que les bébés allaités ont une meilleure activité bactéricide dans leur sang que les bébés nourris au biberon.
- avoir décrit le premier le syndrome du côlon irritable chez les enfants
- avoir isolé la bactérie Lactobacillus acidophilus de l'estomac des enfants
- avoir développé le test de Moro
- avoir inventé les termes premier trimestre et printemps biologique
- avoir inventé le lait de Moro, une alimentation pour nouveau-nés composée de lait entier auquel on ajoute 3 % de farine, 5 % de beurre et 5 à 7 % de sucre.
- avoir inventé une recette de soupe de carotte qui a diminué le taux de mortalité des bébés pour cause diarrhée en Allemagne de façon spectaculaire.

En 1936, après l'arrivée des Nazis au pouvoir, Moro démissionne de son poste à l'Université de Heidelberg, en alléguant des raisons de santé. Toutefois la véritable raison est qu'il était marié à Grete Moro, née Königsvald, d'origine juive. Il ouvre alors une clinique privée au 10 Mozartstrasse et prend sa retraite en 1948.

## La soupe de carotte du professeur Moro
En 1908, la diarrhée tuait beaucoup de bébés en Allemagne. Le professeur Moro, à la tête d'un hôpital pour enfants à Heidelberg, découvre  par expérience qu'une simple soupe de carottes a diminué le taux de mortalité des bébés souffrant de diarrhée par près de 50 %[réf. nécessaire]. La soupe est faite en mixant 500 grammes de carotte pelées avec 1 litre d'eau (non, on mixe lorsque les carottes sont longuement cuites, se renseigner plus précisément) puis en la cuisant pendant une heure. Après la cuisson, trois grammes de sel sont ajoutés ainsi que de l'eau pour obtenir un litre de soupe.
Une étude allemande publiée en 2002 précise que les acides oligosaccharides formés dans les extraits aqueux de carottes (soupe de carotte) peut réduire l'adhérence bactérienne aux muqueuses de la paroi de l'intestin et ainsi être un traitement plus efficace contre les infections gastro-intestinales aiguës chez l'enfant qu'une réhydratation orale par solution électrolytique de glucose.
En 2009 des expériences ont montré que la soupe de carotte du professeur Moro peut traiter la diarrhée causée par des bactéries résistantes aux antibiotiques. (Recette efficace chez le chien. Possibilité de congeler la purée en petites doses, dans un bac à glaçon, par exemple.)

## Vie privée
Moro est né à Laibach, Duché de Carniole, Autriche-Hongrie, aujourd'hui Ljubljana en Slovénie.
Moro a été marié à Margareta Hönigswald. Son fils, Pierre Moro, a été architecte à Londres.